# Kryssprickarna
Kryssprickarna var ett så kallat gammaldanskapell hemmahörande i Göteborg. Orkesterledare var bland andra violinisten och trumpetaren Karl Severin (1895–1953).
Kryssprickarna spelade i huvudsak gammal dansmusik, bland annat på Liseberg, där man stod för musiken på Polketten under åren 1946-1957. Tidigare hade man en egen danssalong på Övre Majorsgatan i Göteborg. 
Orkestern svarade ofta för radions gamla dansmusik och gjorde även inspelningar av grammofonskivor för märkena HMV och Sonora, där melodier som "Västkustens vals", "En afton vid Mjörn" och andra ”klassiker” framfördes. Av sångare som medverkat genom åren kan nämnas Erik Källqvist och Vincent Jonasson.